# Maison de l'assemblée de la noblesse de Vologda
La maison de l'assemblée de la noblesse de Vologda (Дом дворянского собрания) est un édifice inscrit au patrimoine historique et architectural situé à Vologda dans le nord-ouest de la Russie.

## Histoire
Cet édifice est construit comme hôtel particulier dans les années 1780 pour un riche aristocrate du nom de M.A. Kolytchev. L'assemblée de la noblesse de Vologda s'y installe en 1822.
L'empereur Alexandre s'y rend pour un bal en 1824. On y pose plus tard une plaque de marbre en souvenir sur laquelle on peut lire:
« Je suis très heureux de voir l'harmonie régner dans la société ; Tout ce que j'ai vu à Vologda a largement dépassé mes attentes à tous égards. »
L'édifice est acheté en 1837 par l'assemblée de la noblesse (auparavant elle le louait). En 1915, dans une petite aile de service, le cercle du nord des amateurs des beaux-arts installe ses locaux. L'assemblée de la noblesse est dispersée au début de l'année 1917, lorsque la Russie devient une république à cause de la révolution de Février. En février 1919, une bibliothèque y est ouverte au public sous le nom de bibliothèque soviétique publique et y demeure jusqu'en 1963. L'édifice est restauré dans les années 1960 et en 1965 on y ouvre une salle de concert pour l'orchestre philharmonique Gavriline de l'oblast de Vologda. La maison est inscrite au patrimoine architectural d'importance fédérale, avec ses décors intérieurs.

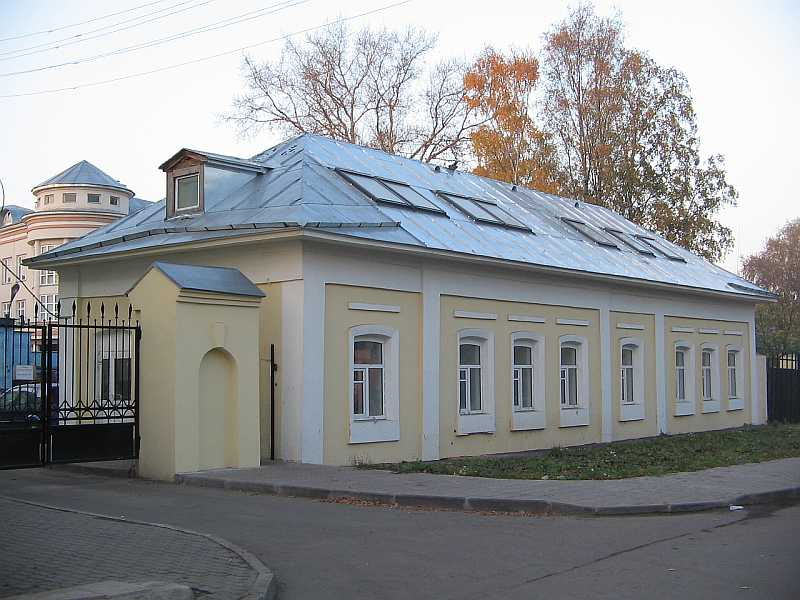
Ancienne aile de service ayant abrité le cercle du nord des amateurs des beaux-arts et la société savante de la région du Nord de Vologda.

## Architecture
Il s'agit d'un édifice de brique à deux étages sur des fondations de pierre, construit dans le style néoclassique russe dit « style Empire ». La façade arrondie (au coin de la rue Lermontov et de la rue Pouchkine) est ornée de huit pilastres ioniques et un petit attique. Les pilastres longent la hauteur du premier étage et du deuxième étage, placés sur l'épaississement de l'entresol. Les détails blancs et les éléments décoratifs ressortent en relief sur un fond jaune.
Un large escalier en marbre mène à l'enfilade d'honneur à l'avant. Sur les côtés du vestibule, il y a une galerie auxiliaire et un petit escalier menant aux loges des musiciens, partiellement cachées derrière les murs latéraux avec des arcs découpés dans ceux-ci, entre des piliers ioniques. A l'intérieur de la grande salle centrale à deux hauteurs avec ouvertures pour les musiciens, on remarque des pilastres corinthiens, un riche décor de stuc avec consoles et palmettes , ainsi que de hautes portes à panneaux. le décor intérieur a conservé ses cinq lustres de bronze, la balustrade des ouvertures des musiciens, des poignées de bronze aux portes et des portes de poêles en bronze.
Une véranda couverte a été ajoutée à la fin des années 2000  pour un restaurant sur le côté donnant rue Pouchkine et l'ancienne annexe de service a été restaurée au début des années 2000, mais avec l'ajout de vasistas.

## Source de la traduction
- (ru) Cet article est partiellement ou en totalité issu de l’article de Wikipédia en russe intitulé « Дом дворянского собрания (Вологда) » (voir la liste des auteurs).